# Marion Wilmes
Marion Wilmes (* 24. Juni 1982) ist eine ehemalige deutsche Fußballspielerin.

## Werdegang
Die Mittelfeldspielerin begann ihre Karriere bei Germania Twist. Mit der U-18-Nationalmannschaft  wurde sie 2000 und 2001 Europameisterin. In beiden Finalspielen erzielte sie jeweils ein Tor. Im Frühjahr 2002 absolvierte sie zwei Einsätze in der A-Nationalmannschaft. Zur Saison 2002/03 wechselte sie zum 1. FFC Frankfurt, mit dem sie 2003 deutsche Meisterin und Pokalsiegerin wurde. Im Jahre 2004 wechselte sie zum Hamburger SV, für den sie bis 2007 spielte. Danach beendete sie aus privaten Gründen ihre Karriere. Hauptberuflich ist sie Physiotherapeutin.

## Erfolge
- Deutsche Meisterin 2003
- DFB-Pokalsiegerin 2003
- U-18-Europameisterin 2000, 2001